# غوستاف بلوخ
غوستاف بلوخ (بالفرنسية: Gustave Bloch)‏ (و. 1848 - 1923) كان مؤرخ غرنسي، ولد في فيغيرشيم، توفي عن عمر يناهز 75 عاماً.

## التعليم
تعلم في مدرسة الأساتذة العليا.

## مناصب وهيئات
أدار جامعة ليون.

## جوائز
حصل على جوائز منها:
- نيشان جوقة الشرف من رتبة ضابط.